# 佩里镇区 (俄亥俄州艾伦县)
佩里镇区 是美国俄亥俄州艾伦县的一个镇区，2010年美国人口普查时有3531人居住在该镇区（不包括利马）。
这是全州26个佩里镇区之一。

## 地理
佩里镇区位于艾伦县南部，与以下镇区接壤：
- 巴斯镇区 - 北
- 杰克逊镇区 - 东北角
- 奥格莱塞镇区 - 东
- 奥格莱塞县韦恩镇区 - 东南角
- 奥格莱塞县联合镇区 - 南
- Duchouquet Township, Auglaize County - 西南
- 肖尼镇区 - 西
- 美利坚镇区 - 西北角

艾伦县县治利马的一部分位于该镇区内。

## 历史
1830年John Ridenour定居于此，成为佩里镇区最早的定居者。 佩里镇区正式成立于1833年12月。

## 政府
镇区有3人组成的理事会管理。理事会理事选举在奇数年11月举行，并在来年1月1日开始四年任期。两名理事的选举在总统选举后一年举行，另一名的选举在总统选举前一年举行。镇区财务官亦由选举产生，与一名镇区理事选举同时举行，不过在来年4月1日才开始四年任期。若财务官或理事职位有空缺，将由剩余理事填补。